# 아카소 에이지
아카소 에이지(赤楚衛二, 1994년 3월 1일 ~ )는 일본의 배우이다.

## 출연 작품
- 대장금 - 중종
- 366일 (2025) - 마키야 미나토 역
- 좀100: 좀비가 되기 전에 하고 싶은 100가지 (2023) - 텐도 아키라 역
- 체리마호: 30살까지 동정이면 마법사가 될 수 있대 (2022)
- 사랑하고 사랑받고 차고 차이고 (2020)
- 극장판 가면라이더 빌드: 비 더 원 (2018)